# Toucan ariel
Ramphastos vitellinus
Espèce
Statut de conservation UICN

 LC  : Préoccupation mineure
Statut CITES
Le Toucan ariel (Ramphastos vitellinus) est une espèce d'oiseaux de la famille des Ramphastidae.

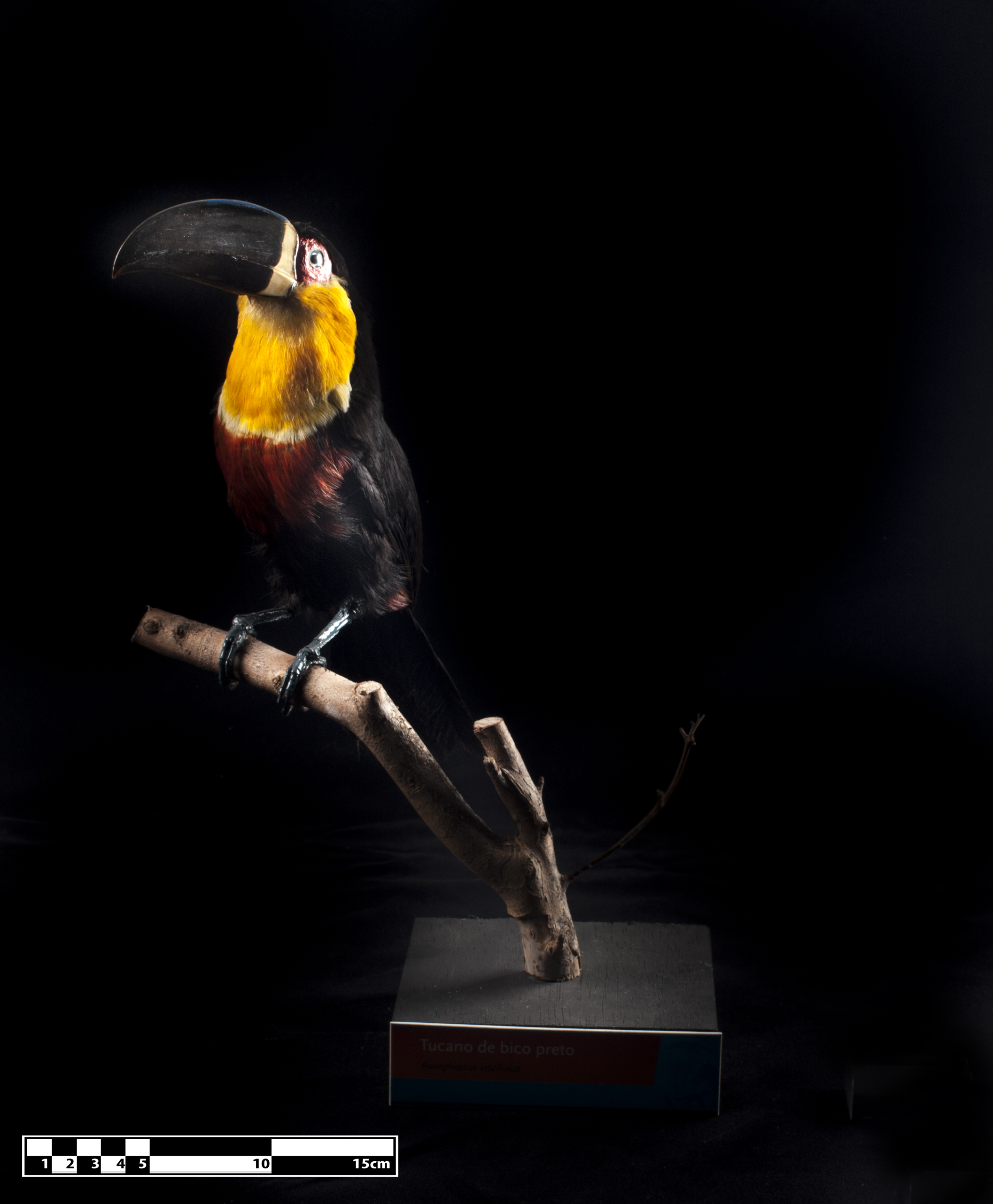
Toucan ariel Taxidermista

## Répartition
Cet oiseau vit au Brésil au Venezuela et dans les Guyanes.

## Habitat
Cette espèce peuple la forêt tropicale humide. 

## Taxonomie

### Sous-espèces
D'après la classification de référence (version 5.1, 2015) du Congrès ornithologique international (COI), cette espèce est constituée des sous-espèces suivantes (ordre phylogénique) :
- Ramphastos vitellinus culminatus Gould, 1833 ou Toucan à culmen jaune ;
- Ramphastos vitellinus vitellinus Lichtenstein, 1823 ou Toucan vitellin ;
- Ramphastos vitellinus ariel Vigors, 1826 ou Toucan ariel.

Une ancienne sous-espèce, R. v. citreolaemus, est désormais considérée par le COI et Handbook of the Birds of the World (HBW) (checklist 2014) comme une espèce à part : Ramphastos citreolaemus Gould, 1844 dont le nom normalisé CINFO est Toucan à gorge citron.
Pour HBW, les trois sous-espèces reconnues valides par le COI sont trois espèces distinctes. R. v. ariel est le Toucan ariel (Ramphastos ariel) ; R. v. culminatus est le Toucan à culmen jaune (Ramphastos culminatus) et R. v. vitellinus est le Toucan vitellin (Ramphastos vitellinus).
Le nom normalisé CINFO de l'espèce telle que définie par le COI est Toucan ariel,

## Hybridation
Les hybridations sont fréquentes entre les sous-espèces, les hybrides reçoivent même un nom scientifique, par exemple Ramphastos berliozi est le croisement d'un Toucan ariel et d'un Toucan à culmen jaune. Le Toucan à culmen jaune s'hybride aussi avec R. osculans (région du Rio Madeira), R. theresae (État du Piaui), R. pintoi (État du Goias) et R. v. citrolaemus (Venezuela).

## Alimentation
Son régime alimentaire est essentiellement végétarien, avec une préférence pour les fruits mous et juteux, mais le Toucan ariel complète également son régime alimentaire avec des arthropodes, de petits vertébrés ou des œufs pillés dans le nid d'autres oiseaux.